# Московская улица XVII века в праздничный день
«Моско́вская у́лица XVII ве́ка в пра́здничный день» — картина русского художника Андрея Рябушкина (1861—1904), оконченная в 1895 году. Хранится в Государственном Русском музее в Санкт-Петербурге (инв. Ж-4355). Размер — 204 × 390 см. На картине, относящейся к историко-бытовому жанру, изображена сцена из столичной жизни XVII века: возвращаясь после церковной службы, нарядно одетые горожане идут по улице, покрывшейся водой из-за осенней распутицы. «Московская улица» считается одним из «самых капитальных» произведений в творчестве Рябушкина и наиболее значительным из полотен, созданных художником в 1890-е годы.
Картина «Московская улица XVII века в праздничный день» была представлена на 1-й выставке Общества художников исторической живописи (ОХИЖ), открывшейся в Москве в марте 1895 года. В 1900 году три полотна Рябушкина, включая «Московскую улицу», были частью российской экспозиции на Всемирной выставке в Париже; за них художник был отмечен почётным отзывом выставки и получил почётный диплом. Картина долгое время находилась в собрании художника-мозаичиста Владимира Фролова. В 1945 году она была приобретена Государственным Русским музеем.
Искусствовед Николай Машковцев отмечал, что «Московская улица XVII века в праздничный день» написана «с необыкновенным знанием быта и облика людей XVII столетия, она воссоздаёт живую городскую сцену, характерную для этой эпохи». По словам искусствоведа Елены Муриной, в этом произведении художник «обыгрывает красочность, яркость, узорное богатство одежд XVII века, всячески заостряя декоративную выразительность цветовых отношений и пятен». Искусствовед Нонна Яковлева писала, что «Московская улица» — программное произведение, в котором художник «открыто утверждал право на изображение в исторической живописи действительно обыденной жизни ничем не примечательного человека».

## История
В 1890 году Андрей Рябушкин закончил свою учёбу в Академии художеств в Санкт-Петербурге, получив звание классного художника первой степени. После этого он совершил поездку по России, во время которой посетил Москву, Киев, Орёл, Тулу, Новгород, Борисоглебск, Сергиев Посад и ряд других городов. Вернувшись из этого путешествия с большим запасом впечатлений и зарисовок, художник поселился в усадьбе «Привольное» под Петербургом, на территории которой для него был построен дом-мастерская. Усадьба принадлежала другу Рябушкина — художнику и музыканту Илье Тюменеву. Там, в Привольном, в 1891—1899 годах был написан ряд известных картин Рябушкина, среди которых была и «Московская улица XVII века в праздничный день». По некоторым сведениям, изначально «Московская улица XVII века» была задумана как журнальная иллюстрация, и только потом, на основании эскиза, Рябушкин принял решение работать не над графическим произведением, а над большим живописным полотном.

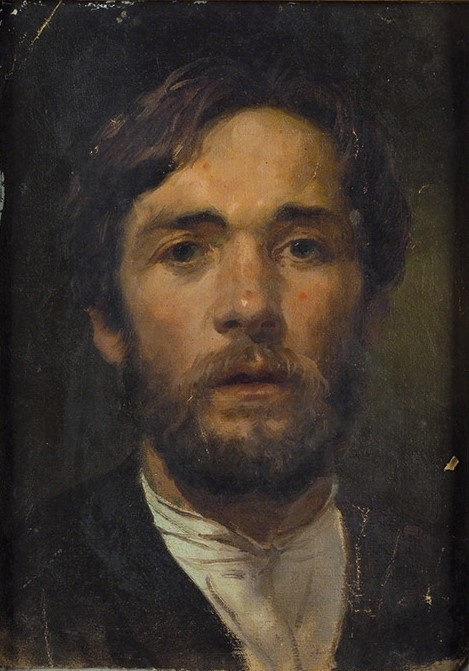
Андрей Рябушкин. Автопортрет (не позднее 1900, частное собрание)

Работа над картиной была закончена в начале 1895 года. В марте того же года полотно, под названием «Московская улица до Петра Великого в праздничный день», экспонировалось на 1-й выставке Общества художников исторической живописи (ОХИЖ), открывшейся в Москве. Картина Рябушкина привлекла к себе большой интерес, поскольку она выделялась на фоне произведений художников позднеакадемического направления — в частности, работ Генриха Семирадского, Степана Бакаловича и Фёдора Бронникова, присланных на выставку из Рима. Помимо «Московской улицы», на выставке ОХИЖ также была представлена более ранняя картина Рябушкина «Сидение царя Михаила Фёдоровича с боярами в его государевой комнате» (1893, ГТГ). Общество художников исторической живописи было создано в 1895 году, перед самым началом выставки, по инициативе художника и критика Андрея Карелина и при непосредственном участии Андрея Рябушкина в качестве как члена-учредителя, так и члена правления.
В 1898 году полотно «Московская улица XVII века в праздничный день», под названием «Улица в Москве в XVII веке», экспонировалось на организованной художественным объединением «Мир искусства» выставке русских и финляндских художников, проходившей в Санкт-Петербурге. В 1900 году картина входила в российскую экспозицию на Всемирной выставке в Париже вместе с другими полотнами художника — «Семья купца в XVII веке» (1896) и «Русские женщины XVII столетия в церкви» (1899). За эти три картины Рябушкин был отмечен почётным отзывом выставки и получил почётный диплом. В каталоге парижской выставки «Московская улица» фигурировала под французским названием «La Messe de fête, à Moscou, au XVIIe siècle» (André Riabouchkine).
Андрей Рябушкин скончался от чахотки (туберкулёза лёгких) 27 апреля (9 мая) 1904 года. В 1912 году в залах Академии художеств в Санкт-Петербурге состоялась посмертная выставка Рябушкина, на которой были представлены 257 произведений художника, в том числе и «Московская улица XVII века в праздничный день». Полотно, под названием «Московская улица в XVII веке», также экспонировалось на X выставке картин Союза русских художников, проходившей в 1912—1913 годах в помещении Московского училища живописи, ваяния и зодчества (в каталоге выставки картина была датирована 1896 годом).

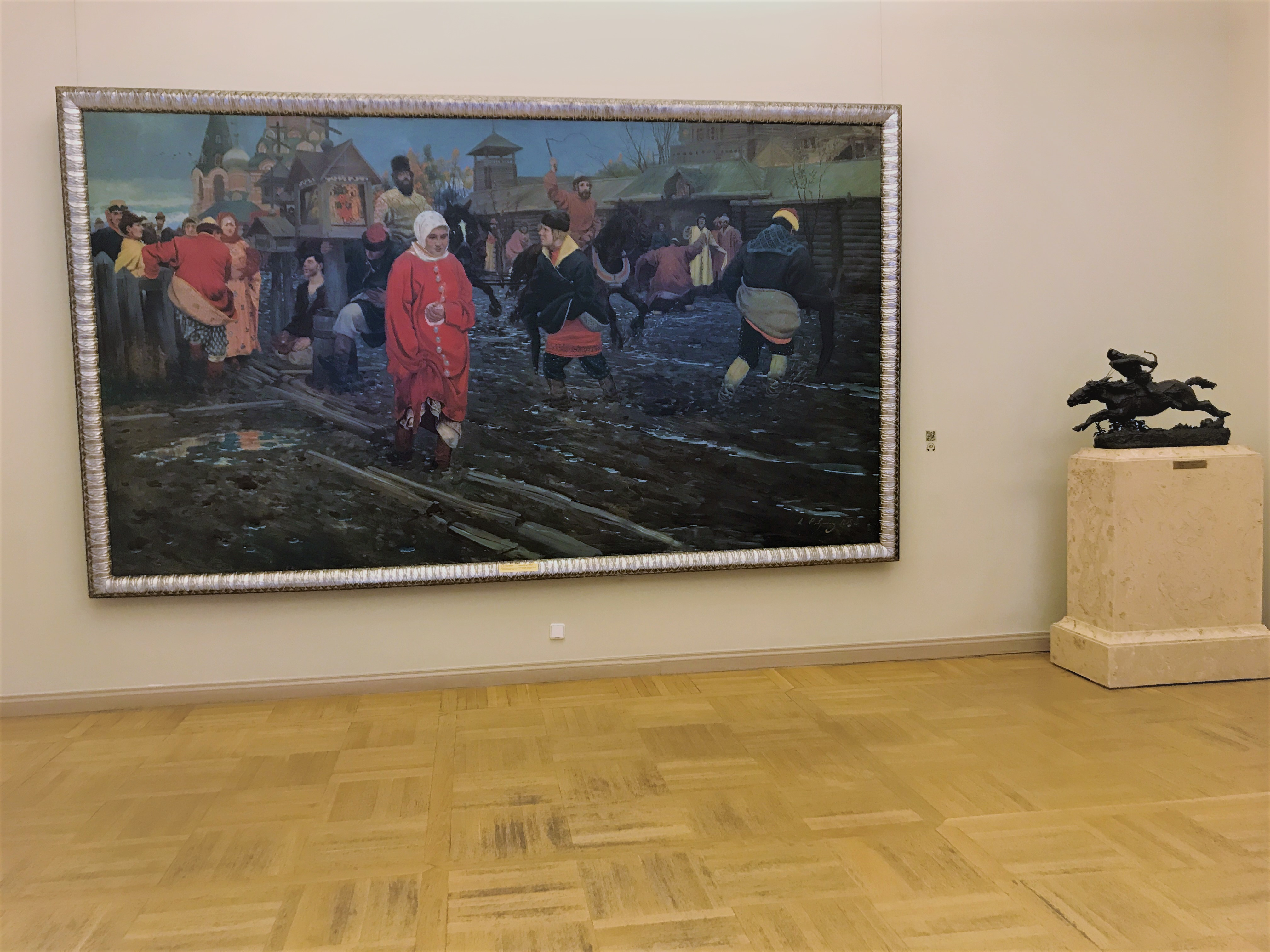
Картина «Московская улица XVII века в праздничный день» в ГРМ

Известно, что картина «Московская улица XVII века в праздничный день» долгое время находилась в собрании художника-мозаичиста Владимира Фролова, однако обстоятельства того, как она к нему попала, в разных источниках описаны по-разному. С одной стороны, художник и музыкант Илья Тюменев в своих опубликованных в 1904 году воспоминаниях писал, что на проходившей в 1895 году выставке ОХИЖ «картина эта обратила на себя общее внимание и была приобретена А. А. Фроловым». Таким образом, полотно могло перейти к Владимиру Фролову от его старшего брата Александра, который скончался в 1897 году. С другой стороны, в монографии искусствоведа Наталии Масалиной утверждается, что, несмотря на положительные оценки от критиков, Рябушкину не удалось продать картину, и впоследствии он «уступил» её своему другу Владимиру Фролову.
Владимир Фролов умер от голода в 1942 году во время блокады Ленинграда, а в 1945 году картина была приобретена из его коллекции Государственным Русским музеем. В 1961 году полотно «Московская улица XVII века в праздничный день» экспонировалось на юбилейной выставке к 100-летию со дня рождения Андрея Рябушкина, проходившей в Государственной Третьяковской галерее в Москве. Оно также входило в число экспонатов персональной выставки Рябушкина, проходившей с 16 июля по 19 октября 2009 года в корпусе Бенуа Государственного Русского музея. В настоящее время картина «Московская улица XVII века в праздничный день» выставляется в зале № 45 флигеля Росси, где, кроме неё, находятся другие произведения Андрея Рябушкина, среди которых «Семья купца в XVII веке» (1896) и «Едут! (Народ московский во время въезда иностранного посольства в Москву в конце XVII века)» (1901).

## Сюжет, действующие лица и композиция
На картине изображена московская улица в осенний день. После сильного дождя поверхность улицы покрыта водой. Кое-где уложены бревенчатые мостки, которые от воды стали скользкими. Вид улицы полностью соответствует описанию немецкого путешественника XVII века Адама Олеария: «Улицы Москвы довольно широки, но осенью и вообще в дождливую погоду ужасно грязны, и грязь там глубока; поэтому лучшие улицы выложены деревянной мостовой, состоящей из положенных одно подле другого брёвен». По улице идут по-праздничному одетые люди, которые пытаются перебраться через мокрую грязь, приподняв подолы своей одежды. По-видимому, горожане идут из церкви после обедни. Сама церковь, розовато-кирпичного цвета и с зелёной кровлей, видна на заднем плане — она «является как бы замко́м композиции, от которого начинается движение пространства из глубины, раскрывающегося и расширяющегося вперёд и по диагонали». Колокольня и шатёр церкви срезаны верхним краем полотна — это придаёт композиции случайность и непреднамеренность, свойственные импрессионизму. В правой части картины действие происходит на фоне глухой стены из строений с бревенчатыми стенами, линия крыши которых подчёркивает движение из глубины. Из-за того, что «отсутствует единая сюжетная мотивировка движения людей», складывается впечатление, что улица «бурлит народом»: одни перебираются через залитую водой улицу, другие стоят по её краям, третьи движутся на зрителя из глубины картины. Зритель как бы наблюдает за сценой из прошлого «сквозь окошко», находясь, как и в ряде других картин Рябушкина, сбоку слева от происходящего действия.
Хотя люди передвигаются по улице в разных направлениях, «композиционно всё движение организовано вокруг основной оси», в качестве которой выступает «голубец с иконами в левой части полотна». По свидетельствам современников художника, он начал работу над картиной именно с этого придорожного голубца, который служит «„красочным камертоном“ всего колористического строя полотна, организуя определённую гармонию цвета». Искусствовед и критик Александр Ростиславов, автор первой книги о жизни и творчестве художника, в связи с этим отмечал, что Рябушкин иногда заражался «чисто художественным интересом к какой-нибудь одной детали», при этом ему была «совершенно чужда холодная академическая компоновка с предварительным перспективным построением и контурной вырисовкой».
На переднем плане изображена идущая по улице молодая женщина в белом платке и красном охабне, застёгнутом на большие светлые пуговицы, яркий ряд которых обозначает её движущуюся фигуру. Судя по одежде, она не из богатых — обычная горожанка, «своя» для тех, кто вокруг неё, и поэтому она не привлекает внимание окружающих её людей. Лицо женщины «прекрасно своей особенной национальной красотой», но при этом художник не приукрашивает и не идеализирует её образ — её лицо «крупновато, широкоскуло, да и нос её несколько великоват». На пути из церкви домой она о чём-то задумалась, погрузившись в «свой отнюдь не радостный внутренний мир», ничего не замечая вокруг себя и лишь машинально приподнимая подол своей одежды, уберегая его от уличной грязи. В своей руке она держит церковную свечу и белый узелок — возможно, она возвращается с заупокойной службы по кому-то из её близких и несёт кутью. При этом «какой-то свет озаряет её лицо с чуть заметной улыбкой», словно находится она не посреди грязной улицы, а «всё ещё там, в храме Божьем, там, где снизошло на неё очистительное просветление». Исследователи творчества Рябушкина полагают, что прообразом героини полотна «Московская улица XVII века» могла быть крестьянская девушка с эскиза «Возвращение в праздник из церкви» (бумага, акварель, 65,8 × 46,8 см, 1894, ГРМ), а также двух графических этюдов к этому эскизу — «Крестьянская девушка» (бумага, уголь, 31,3 × 19,5 см, 1894, ГРМ) и ещё одна «Крестьянская девушка» (бумага, графитный и итальянский карандаш, не позднее 1894, 33 × 19,4 см, музей-квартира И. И. Бродского). Также упоминается этюд «Голова деревенской девушки», лицо которой напоминает героиню «Московской улицы» — «то же скуластое лицо, сосредоточенность, даже ракурс схож». Однако есть расхождения в датировке этого этюда: одни авторы относят его к середине 1890-х годов, а другие — к 1902 году.

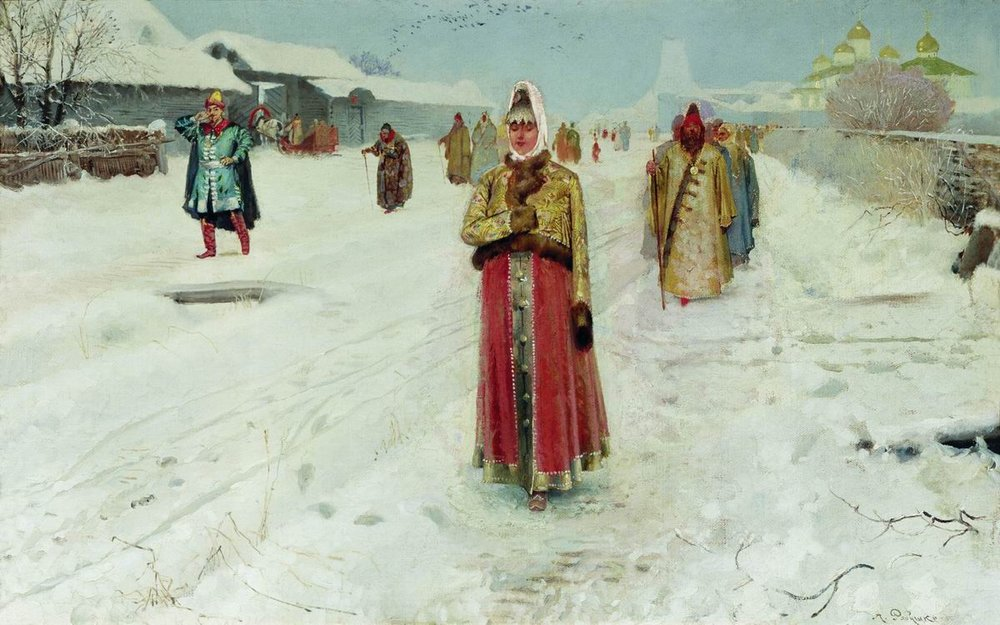
Воскресный день («Приглянулась», холст, масло, 1889, НГОМЗ)

В левой части картины, у забора, изображена группа людей, которые беседуют или просто переглядываются друг с другом. У правого края этой группы находится молодая красавица, с притворной скромностью опустившая глаза. Она нарядно одета, её лицо выглядит набелённым и насурьмлённым. За ней стоит пожилая женщина — по-видимому, её мать или сопровождающая. Охраняя красавицу, она злым и строгим взглядом смотрит на одного из молодых мужчин из той же левой группы, чтобы пресечь его возможные посягательства. Искусствовед Раиса Власова отмечала очевидное сходство этой «пригожей девицы» с героиней картины Рябушкина «Воскресный день» (или «Приглянулась», холст, масло, 38,8 × 60,7 см, Новгородский государственный объединённый музей-заповедник).
Правее этой группы, у голубца с иконами, сидит слепой нищий «с профессионально-жалостным лицом». Он держит в руках расписную деревянную плошку для сбора милостыни. За столбик голубца ухватился молодой мужчина, который, по-видимому, собирается перешагнуть через поток грязной воды. Правее столбика с иконами гордо возвышается едущий на лошади боярин. Перед ним движется другой всадник, расчищающий дорогу от пешеходов для удобства своего начальника. Один из таких пешеходов изображён в глубине картины — неуклюже передвигаясь по глубокой воде, он старается как можно скорее добраться до противоположного края улицы, вызывая смех наблюдающих за ним людей. У правого края полотна, обращённый спиной к зрителю, шагает ещё один пешеход, один из рукавов одежды которого настолько длинен, что практически касается грязи. Ближе к центру картины, немного правее женщины в красном охабне, изображён молодой парень с волосами «цвета спелой ржи» и светлокожим румяным лицом, обрамлённым светлым воротником. Он представляет собой «наиболее яркий русский тип», а его «поза, выражение добродушно-спокойного лица являют пример чего-то очень милого и непосредственного».
Фрагменты картины «Московская улица XVII века в праздничный день»
Художественная выразительность картины в значительной степени достигается её пейзажным фоном, представляющим собой образ осенней природы. В «Московской улице XVII века» Рябушкин развивает и обобщает принципы построения пейзажа, которые он за несколько лет до этого использовал в небольшой по размеру картине «Воскресный день» («Приглянулась»). На полотне «Московская улица» художник изображает прохладный осенний день «с нависшей тучей, мигающими лужицами, отражающими лазурь неба». Природа наполнена движением, которое перекликается с оживлением, царящим на улице. Медленно ползущие желтоватые облака напоминают о приближении предзимнего холода. Другие пейзажные детали — «поредевшая листва деревьев, синие купола собора, прихотливое сочетание нарядных кокошников кирпичной церковки», а также «спелые гроздья рябин у мостовых», — своими красочными ритмами создают «единый хор с одеждами праздничной толпы».
В соответствии со своим названием картина выглядит празднично. На ней много красного цвета различных оттенков, от киноварного до холодно-розоватого. Красный цвет присутствует и в одежде действующих лиц, и в иконе на голубце, и в закатном небе, и в лужах. Самое крупное красное пятно — охабень молодой женщины на переднем плане, которая является центральным персонажем произведения. Общая тональность полотна — тёплая, при этом «холодные голубеющие полоски воды в коричневой грязи и небо вдали контрастом поднимают звучность колорита».

## Отзывы и критика
Художник и критик Александр Бенуа в книге «История русской живописи в XIX веке», первое издание которой вышло в свет в 1902 году, писал, что, по его мнению, картина «Московская улица XVII века в праздничный день» «отличалась чрезмерной резкостью и неприятной грубостью письма». Вместе с тем Бенуа отмечал, что на выставке художественного объединения «Мир искусства», состоявшейся в конце 1890-х годов, эта картина Рябушкина «занимала, благодаря своей интересной задаче и совершенной своей непосредственности, одно из самых видных и почётных мест».

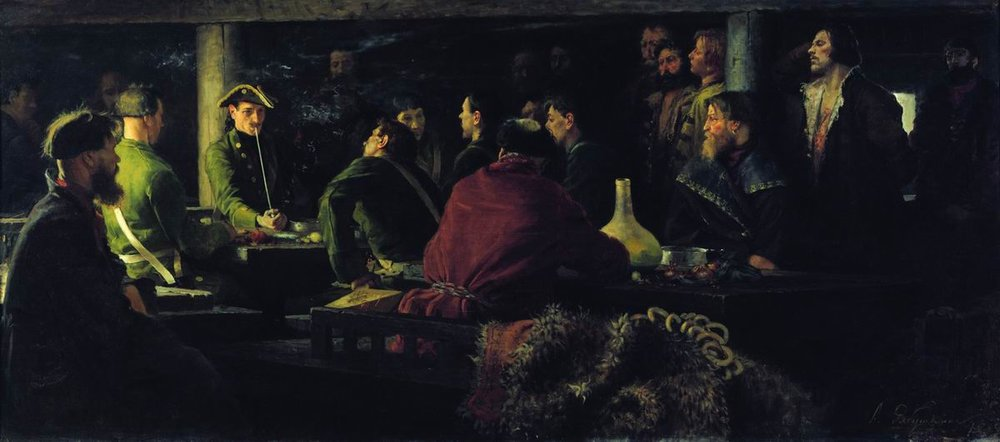
Потешные Петра I в кружале (1892, ГТГ)

Искусствовед Николай Машковцев называл «Московскую улицу XVII века в праздничный день» одним из «самых капитальных» произведений в творчестве Рябушкина. Описывая изображённых на полотне персонажей, Машковцев отмечал, что Рябушкин всегда придавал очень большое значение одеждам действующих лиц, «изучая старинный русский костюм и трактуя одежды как сильные композиционные пятна». По словам Машковцева, картина написана художником «с необыкновенным знанием быта и облика людей XVII столетия, она воссоздаёт живую городскую сцену, характерную для этой эпохи».
В статье «Андрей Рябушкин — поэт русской старины», опубликованной в 1965 году, искусствовед Михаил Алпатов отмечал, что в картине «Московская улица XVII века в праздничный день» можно найти черты, связывающие её с композиционными поисками французских импрессионистов, в частности, с картинами Эдгара Дега. По словам Алпатова, главными отличиями «Московской улицы» от более ранних картин Рябушкина (таких, как «Потешные Петра I в кружале», 1892, ГТГ) являются случайность и непреднамеренность её композиции, а также то, что «вместо „коробочного“ пространства с рассаженными в нём фигурами эта картина носит характер растянутого вширь монументального панно».
Искусствовед Елена Мурина называла «Московскую улицу XVII века в праздничный день» одной из крупнейших картин Рябушкина. По её словам, «всё здесь живёт, движется с той неподдельной естественностью, которая заставляет поверить в истинность происходящего». Мурина писала, что в этом произведении художник «обыгрывает красочность, яркость, узорное богатство одежд XVII века, всячески заостряя декоративную выразительность цветовых отношений и пятен».
Искусствовед Алексей Савинов писал, что на первый взгляд может показаться, что в картине «Московская улица XVII века в праздничный день» Рябушкин «грешит анекдотичностью» в изображении покрытой грязью московской улицы и тех сцен, которые на ней возникают, — молодых щёголей, провожающих шутками следующую «под охраной гневной старухи» барышню, едущего на коне горделивого боярина, идущую из церкви молодую женщину со свечой, погружённую в свои думы, а также прохожих, пытающихся пересечь потоки грязи. Однако, по словам Савинова, при ближайшем рассмотрении зритель «замечает и общее, что связывает воедино образы, созданные художником: жизненную красоту, цельность их натуры».
По мнению искусствоведа Рафаила Кауфмана, среди исторических полотен Рябушкина картина «Московская улица XVII века в праздничный день» является «произведением переходного характера». Отмечая безупречность этого полотна с историко-бытовой точки зрения и наличие в нём свидетельств вполне осознанных исканий «национального» стиля, Кауфман писал, что «в сюжете этой картины есть что-то иллюстративное, а в её живописи отдельные декоративные, почти плоскостные пятна „спорят“ с предметно написанными фигурами и деталями». По словам Кауфмана, в этом произведении «нет цельности художественной концепции, которой так сильны позднейшие работы художника, и нет той поэзии, которая им присуща».

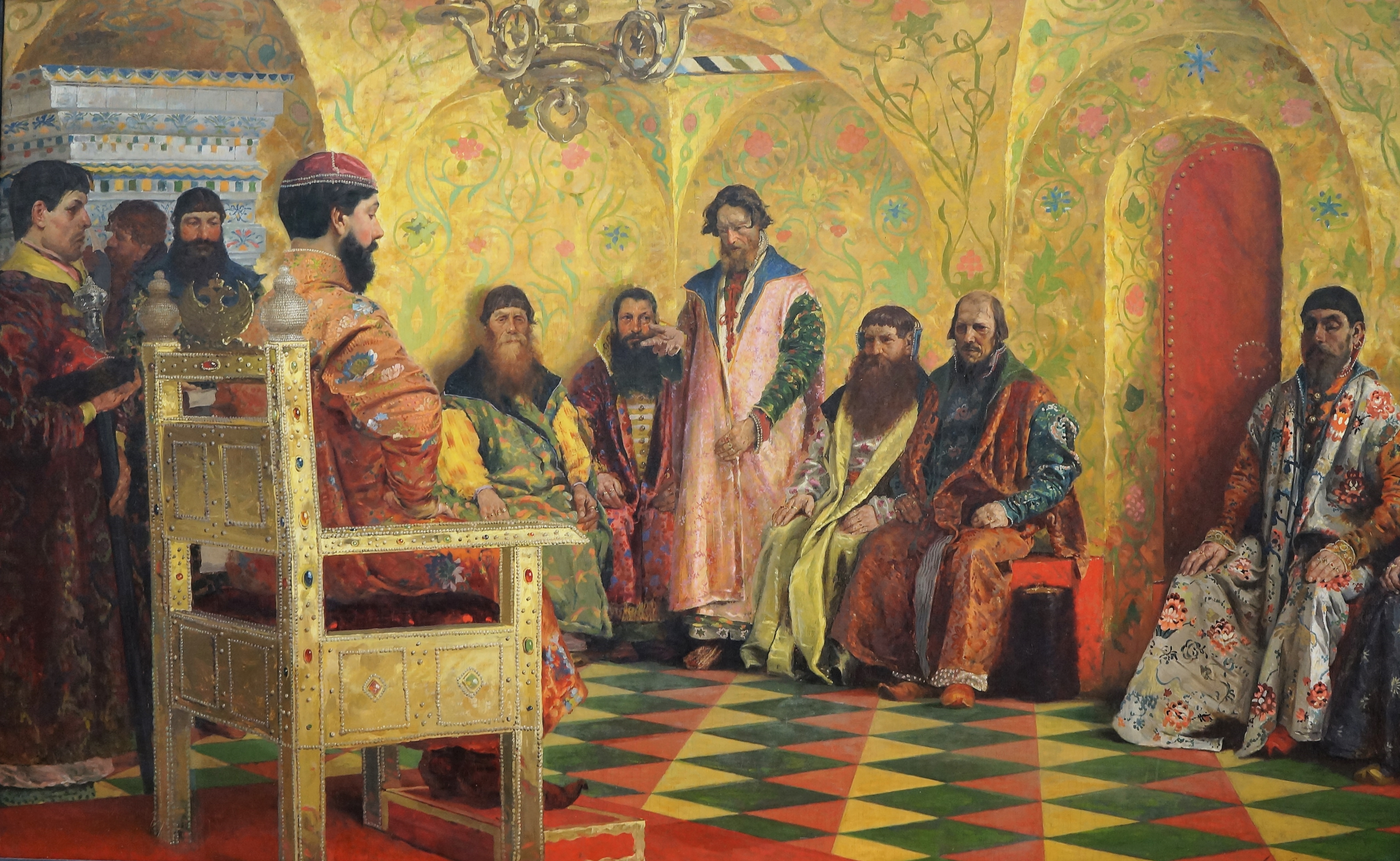
Сидение царя Михаила Фёдоровича с боярами в его государевой комнате (1893, ГТГ)

Признавая, что полотно «Московская улица XVII века в праздничный день» занимает важное место в творчестве Рябушкина, искусствовед Раиса Власова также считала, что это произведение не следует однозначно причислять к периоду творческой зрелости художника, — по её мнению, его следует рассматривать как конец (или итог) предыдущего этапа и начало нового. Власова отмечала, что «в картине ещё наглядны отголоски прошлых веяний», включающие в себя передвижнические нотки и демократические интонации; кроме того, «не снято повествование, оно лишь ушло с поверхности, погрузилось вглубь картины». Сравнивая с более ранними произведениями Рябушкина, Власова писала, что колорит в «Московской улице» «значительно более цветен», чем в картинах «Ожидание новобрачных от венца в Новгородской губернии» (1891, ГРМ) и «Потешные Петра I в кружале» (1892, ГТГ), и «более целен», чем в «Сидении царя Михаила Фёдоровича с боярами в его государевой комнате» (1893, ГТГ). В то же время, по словам Власовой, в «Московской улице» «нет ещё декоративной звучности, красочности, сияния цвета будущих полотен художника».
Искусствовед Нонна Яковлева отмечала, что «Московская улица XVII века в праздничный день» — одно из самых крупных полотен Рябушкина, второе по размеру, больше него — только «Голгофа» (холст, масло, 240 × 429 см, 1890, ГТГ). По словам Яковлевой, «Московская улица» — это историческая картина «ни о чём»: художник «вталкивает зрителя в поток прошлого, и он оказывается в непролазной грязи посреди растоптанной московской улицы», при этом изображённый на полотне «поток жизни» плывёт мимо зрителя, наблюдающего за действием сбоку слева, «мы словно бы подсматриваем сцену сквозь окошко, приоткрытое в прошлое, не замечаемые теми, кто в этом прошлом живёт». Яковлева писала, что «Московская улица» — программное произведение, в котором художник «открыто утверждал право на изображение в исторической живописи действительно обыденной жизни ничем не примечательного человека».
Сравнивая картину «Московская улица XVII века в праздничный день» с полотнами Василия Сурикова, искусствовед Виталий Манин писал, что живопись Рябушкина «обращена к совершенно иной, нежели у Сурикова, интерпретации российской исторической жизни» — его произведения неконфликтны и «имеют явственно выраженный бытовой характер, воссоздавая историческую действительность в прозаическом плане». При этом, по мнению Манина, у Рябушкина «проза жизни оценивается иронически», а «городские обитатели показаны полусерьёзно, полушутливо».

## Комментарии
1. ↑  Флигель Росси — часть выставочного пространства Государственного Русского музея (западный флигель Михайловского дворца, соединённый как с ним, так и с корпусом Бенуа)[34].